# Абрахамовце (Бардјејов)
Абрахамовце (слч. Abrahámovce) насељено је мјесто са административним статусом сеоске општине (слч. obec) у округу Бардјејов, у Прешовском крају, Словачка Република.

## Становништво
| Година:    | 1994. | 2004.   | 2014.   | 2024.    |
| ---------- | ----- | ------- | ------- | -------- |
| Број људи: | 362   | 341     | 368     | 321      |
| Разлика:   |       | -5,80 % | +7,91 % | -12,77 % |

| Година:    | 2023. | 2024.   |
| ---------- | ----- | ------- |
| Број људи: | 325   | 321     |
| Разлика:   |       | -1,23 % |

Према подацима о броју становника из 2024. године насеље је имало 321 становника.